# Elżbieta Charlińska
Elżbieta Charlińska (ur. 28 czerwca 1963 w Lublinie) – polska instrumentalistka, dr hab. sztuk muzycznych, adiunkt w Instytucie Muzykologii Wydziału Teologii Katolickiego Uniwersytetu Lubelskiego Jana Pawła II.

## Życiorys
Odbyła studia w Państwowej Szkole Muzycznej im. K. Lipińskiego i w Instytucie Muzykologii na Katolickim Uniwersytecie Lubelskim oraz kursy wirtuozowskie pod kierunkiem prof. Gabrieli Klauzy; jest także absolwentką Akademii Muzycznej im. Ignacego Jana Paderewskiego w Poznaniu.
W 2012 r. Wydział Instrumentalny AMP nadał jej stopień doktora habilitowanego na podstawie pracy zatytułowanej Polska sonata organowa okresu II wojny światowej. Studium analityczno-interpretacyjne. Została zatrudniona na stanowisku adiunkta w Instytucie Muzykologii na Wydziale Teologii KUL.